# Olpium lindbergi
Espèce
Olpium lindbergi est une espèce de pseudoscorpions de la famille des Olpiidae.

## Distribution
Cette espèce se rencontre en Afghanistan, au Kazakhstan, au Pakistan, en Inde et en Iran.

## Description
Olpium lindbergi mesure de 1,55 à 1,77 mm.

## Étymologie
Cette espèce est nommée en l'honneur de Knut Lindberg.

## Publication originale
- Beier, « Zur Kenntnis der Pseudoscorpioniden-Fauna Afghanistans », Zoologische Jahrbücher, Abteilung für Systematik, Ökologie und Geographie der Tiere,, vol. 87,‎ 1959 , p. 257-282.